# BLANCO
Компания BLANCO — немецкая семейная компания, расположенная в г. Обердердинген (земля Баден-Вюртемберг) и являющаяся производителем бытового оборудования для кухни. Компания была основана в 1925 году.

## История

### Первые годы компании (1925—1945)
Компания была основана в 1925 году в г. Обердердинген Хейнрихом Бланком под торговой маркой Blanc + Co. Первоначально компания размещалась в двух деревянных помещениях, которые Бланк приобрел на химическом заводе в г. Дурлах. Первой продукцией компании были водонагревательные котлы для угольных печей. В 1928 году компания BLANCO (БЛАНКО) переезжает в свой первый заводской корпус. Ассортимент компании расширяется за счет бойлеров для воды и кухонной техники. Мировой экономический кризис 1929 года компания пережила без проблем. В 1930 году Хейнрих Бланк совместно с предпринимателем Карлом Фишером основывает компанию E.G.O., которая начала с производства электрических плит. В 1937 году ассортимент продукции компании BLANCO (БЛАНКО) был дополнен продукцией из алюминия.

### Послевоенная трансформация (1945—1960)
После Второй мировой войны компания BLANCO (БЛАНКО) производила оборудование для молочной и мясной промышленности. Вскоре в г. Зульцфельд был построен новый завод. Первые заводские постройки сгорели в 1950 году, после чего было построено капитальное здание завода. В начале 1950-х годов нержавеющая сталь становится наиболее важным производственным материалом компании, из которого, в частности, изготавливались кухонные мойки. К 1959 году ежегодно производилось более 100 000 моек из нержавеющей стали.

### Развитие в 1960-е и 1970-е
После смерти основателя компании Хейнриха Бланка в 1960 году его сын Хайнц Бланк стал его преемником. Под его руководством были построены новые заводы в Мишельфельде (1961) и в г. Кронау (1962), а заводы в г. Зульцфельд и в г. Кронау были расширены в 1968—1969 годах. В нескольких крупных городах Германии были открыты офисы продаж и склады, а в 1965 году был открыт филиал в Голландии. В 1967 году в г. Кюрнбах была организована собственная учебная мастерская.
В 1969 году в компании работало более 1700 человек. В этом же году была произведена 4-миллионная мойка, которая была торжественно передана молодёжной деревне в г. Штутгарт-Фейербах.
В начале 1970-х компания значительно расширилась. Заводы в г. Обердердинген и г. Кронау были расширены в 1971—1972 годах, открыты новые филиалы в Бельгии, Австрии, Франции и Швейцарии. В 1972 году компания BLANCO (БЛАНКО) открыла свой собственный центр обработки данных в г. Штерненфельс. В центре начала функционировать первая в Германии бухгалтерская система на основе IBM System 360/25.
После нефтяного кризиса 1973 года компания BLANCO (БЛАНКО) столкнулась с экономическими трудностями. Завод в г. Мишельфельд и несколько офисов продаж были закрыты, число сотрудников сократилось с более чем 2000 человек до менее чем 1000. Компания E.G.O. приобрела большую часть компании, и управление перешло к Рейнхарду Фишеру. В последующий период ассортимент компании был разделен на оборудование для кухни, оборудование для профессиональных кухонь (столовых) и производство изделий для медицины.

### Постоянное развитие компании (1980 — наши дни)
В 1980-х годах компания BLANCO (БЛАНКО) продолжила выпускать бытовые кухонные мойки, профессиональное оборудование для столовых и медицинское оборудование. К концу 1980-х годов в компании работало 1400 человек, она обслуживала клиентов примерно в 100 странах мира. Новая дочерняя компания была основана В США, а в г. Зинсхайм был построен новый завод по производству кухонных моек. Кроме того, в 1990 году компания BLANCO (БЛАНКО) приобрела у компании Welbilt производство и продажу профессиональныхпосудомоечных машин и конвейерных лент, а также производителя холодильного оборудования Speyerer Kühltechnik-Hersteller Klais, что существенно расширило подразделение компании по производству профессионального кухонного оборудования.
В 1991 году была основана дочерняя компания Blanco Med GmbH, которая перенесла производство медицинской техники на бывшую территорию компании Zeiss в г. Заальфельд, что позволило освободить мощности на головном заводе в г. Обердердинген.
В 1993 году управление компанией принял Фрэнк Штрауб, внук основателя компании Хейнриха Бланка. В 1994 году была произведена 25-миллионная мойка. В 1995 году компания BLANCO (БЛАНКО) приобретает предприятие Mirolin в г. Торонто для развития продаж кухонных моек насевероамериканском рынке. В 1998 году компания BLANCO (БЛАНКО) приобрела компанию Wolff Kunststofftechnik, которая производила транспортные контейнеры для общественного питания. В том же году компания BLANCO (БЛАНКО) продала завод в г. Заальфельд, одновременно построив новый штамповочный цех в г. Зульцфельд и новый центральный склад в г. Брухзаль. В 1999 году компания BLANCO (БЛАНКО) приобрела 25-процентную долю в бизнесе индийского производителя моек Phoenix и продолжила расширять свою дочернюю компанию в Чешской Республике.
В 2000 году компания BLANCO (БЛАНКО) полностью отказывается от производства медицинских операционных столов и переходит на производство систем шкафов для медицинских клиник. В 2007 году логистический центр в г. Брухзаль был значительно расширен за счет постройки нового здания.
С 2007 года две юридически независимые компании работают под брендом BLANCO. BLANCO GmbH + CO KG и ее дочерние компании в составе BLANCO Group фокусируются на системных решениях для бытовых кухонь.
Подразделения Catering Systems и Medical Care были объединены с новым производственным подразделением Industrial Components в BLANCO Professional Group (ранее BLANCO CS GmbH + CO KG).
По состоянию на 2019 год группа BLANCO производит кухонные мойки из нержавеющей стали, материала SILGRANIT и керамики, кухонные смесители, мусорные системы и различные аксессуары к кухонным мойкам. Направление BLANCO SteelArt — это эксклюзивная продукция для индивидуальных решений из нержавеющей стали.

## Местоположение
- Обердердинген: Штаб-квартира компании и головной офис
- Зульцфельд: производство моек и столешниц из нержавеющей стали
- Зинсхайм: Рейн-Неккар-Крайс и Торонто (Канада): производство композитных моек из SILGRANIT PuraDur
- Стамбул (Турция): производство керамических моек
- Брухзаль: европейский логистический центр

Дочерние компании находятся в Бельгии, Китае, Франции, Великобритании, Канаде, Австрии, России, Швейцарии, Сингапуре, Украине, США.

## Награды
- Red Dot Award Product Design:
  - 2013 — Best of Best — BLANCO SAGA [источник не указан 2202 дня]
  - 2016 — Winner — BLANCO ZENAR[источник не указан 2202 дня], BLANCO LIVIA-S[источник не указан 2202 дня]
  - 2018 — Best of Best — BLANCO ARTAGO[4], Winner — BLANCO PROFINA[5]
- IF design awards:
  - 2018 Winners:
    - BLANCO ETAGON[6]
    - BLANCO ARTAGO[7]
    - BLANCO PANTERA-S[8]
    - BLANCO FLEXON II[9]
    - BLANCO CRONOS[10]